# Hayato Murotsu
Hayato Murotsu (født 12. april 2000) er en japansk fodboldspiller, som spiller for den japanske fodboldklub Cerezo Osaka.